# Municipio de Lanes Creek
El municipio de Lanes Creek (en inglés: Lanes Creek Township) es un municipio ubicado en el  condado de Union en el estado estadounidense de Carolina del Norte. En el año 2010 tenía una población de 2650 habitantes.

## Geografía
El municipio de Lanes Creek se encuentra ubicado en las coordenadas 34°52′9.55″N 80°22′26.23″O / 34.8693194, -80.3739528.